# Landwehrhöhe
Landwehrhöhe hieß im 19. Jahrhundert eine Ortslage in der Bürgermeisterei Höhscheid. Sie liegt im heutigen Stadtteil Aufderhöhe der bergischen Großstadt Solingen, ihr Name ist jedoch nicht mehr gebräuchlich.

## Lage und Beschreibung
Der Ort befindet sich unmittelbar an der Bundesstraße 229, der Landwehrstraße, in Höhe der Bergkuppe des sogenannten Landwehrbergs, bei dem das Gelände nach Südwesten bis Landwehr um rund 30 Meter abfällt. An der Landwehrhöhe befindet sich auch die Bushaltestelle Landwehrberg der Buslinie 694 der Stadtwerke Solingen. Neben einigen Wohnhäusern entlang der Landwehrstraße befinden sich an der Landwehrhöhe auch mehrere Industriebetriebe, darunter ein Werk der Continental Bakeries, in dem u. a. Gebäck produziert wird.
Benachbarte Ortslagen sind bzw. waren (von Nord nach West): Höher Heide, Kesselsweiher, Josefstal, Teschenhöhe, Birkendahl, Brand, Holzkamp, Landwehr und Burbach.

## Geschichte
Landwehrhöhe entstand vermutlich am Anfang des 18. Jahrhunderts am zwischen 1752 und 1754 gebauten neuen Rheinweg von Hitdorf über Landwehr nach Solingen, der die Stadt Solingen als Wirtschaftszentrum an die Rheinschiene anband. Der neue Rheinweg wurde im 19. Jahrhundert Teil der Provinzialstraße Elberfeld-Hitdorf und nach dem Zweiten Weltkrieg zur heutigen Bundesstraße 229.:31
Die Topographische Aufnahme der Rheinlande von 1824 verzeichnet den Ort als Landwehrhöhe benannt. Die Preußische Uraufnahme von 1844 verzeichnet den Ort nur unbenannt. In der Topographischen Karte des Regierungsbezirks Düsseldorf von 1871 ist der Ort hingegen nicht verzeichnet. Die Preußische Neuaufnahme von 1893 verzeichnet den Ort erneut unbenannt.
Landwehrhöhe wurde in den Ortsregistern der Anfang des 19. Jahrhunderts gegründeten Mairie bzw. Bürgermeisterei Höhscheid geführt, die 1856 das Stadtrecht erhielt.
Mit der Städtevereinigung zu Groß-Solingen im Jahre 1929 wurde Landwehrhöhe ein Ortsteil Solingens. Bereits im Stadtplan von 1929 ist der Ortsname nicht mehr verzeichnet. Er fand auch keinen Niederschlag in einen Straßennamen, weshalb der Ortsname heute nicht mehr gebräuchlich ist. Seit 1962 besteht an der Landwehrhöhe eine Keksfabrik, die heute als Werk zu dem Nahrungsmittelunternehmen Continental Bakeries gehört. Dort produzieren heute etwa 60 Beschäftigte rund 55 Tonnen Gebäck pro Tag.